# Viktoria Tomova
Viktoriia Konstantinova Tomova (în bulgară Виктория Константинова Томова; n. 25 februarie 1995, Sofia, Bulgaria) este o jucătoare profesionistă de tenis din Bulgaria. Cea mai bună clasare a sa la simplu este locul 64 mondial, în februarie 2024, iar la dublu locul 254 mondial, în august 2014.